# Feldkircheni járás
A Feldkircheni járás Ausztriában, Karintia tartományban található. Feldkircheni járás Spittal an der Drau-i, Villachvidéki, Klagenfurtvidéki, Sankt Veit an der Glan-i, Muraui és Villach járásokkal határos. Lakosainak száma 29 937 fő (2019. január 1.).

## A járáshoz tartozó települések
- Albeck
- Feldkirchen in Kärnten
- Glanegg
- Gnesau
- Himmelberg
- Ossiach
- Reichenau
- Sankt Urban
- Steindorf am Ossiacher See
- Steuerberg